# Siaton
Siaton ist eine philippinische Gemeinde in der Provinz Negros Oriental. Sie hat 77.696 Einwohner (Zensus 1. August 2015). Das Naherholungsgebiet um den Balanan-See liegt ca. 5 km nördlich des Siaton. 

## Baranggays
Siaton ist politisch in 26 Barangays unterteilt.
| - Albiga - Apoloy - Bonawon - Bonbonon - Cabangahan - Canaway - Casala-an - Caticugan - Datag - Giliga-on - Inalad - Malabuhan - Maloh | - Mantiquil - Mantuyop - Napacao - Poblacion I - Poblacion II - Poblacion III - Poblacion IV - Salag - San Jose - Sandulot - Si-it - Sumaliring - Tayak |